# Drum and bass
Ne doit pas être confondu avec Jungle (musique).
Pour les articles homonymes, voir DnB.
Genres dérivés
Drumstep, breakcore, darkstep, darkcore, drill and bass, drumfunk, hardstep, jazzstep, jump-up, liquid funk, neurofunk, techstep
La,, drum and bass (prononcé en anglais : [dɹʌm ən(d) beɪs]), parfois stylisé drum'n'bass, drum bass (abrégé DnB ou D&B), est un genre de musique électronique apparu au Royaume-Uni, plus précisément dans la région de Bristol, vers 1996-1997 au remplacement de l'amen break par le 2-step, marquant la fin de l'ère jungle,. Le terme drum and bass lui, est apparu vers 1992, pour désigner le breakbeat hardcore. Elle est caractérisée par un rythme breakbeat, une structure rythmique 2-step et des lignes de basse lourdes à basse fréquence. Ces deux composantes constituent l'essence du genre. La mélodie est habituellement minimale et sert généralement d'emphase aux percussions qui sont extrêmement répétitives. La drum and bass peut être accompagnée de textes dits de manière rapide et rythmés par un MC.
Cette musique est jouée généralement dans des clubs et parfois dans des free parties. Par ailleurs, elle emprunte abondamment des sonorités au jazz, au ragga, au funk, à la soul, à la techno, au hip-hop, voire à la musique classique, notamment par l'utilisation de samples. Cette variété de couleurs musicales permet d'exprimer une palette d'émotions très variées, alors que le tempo se situe généralement entre 160 et 190 BPM. La constance du tempo est un élément clé de la pratique musicale du DJ. Voici quelques artistes et labels influents en 2015 :  Andy C (fondateur du label RAM), Friction (fondateur du label Shogun LTD), London Elektricity (fondateurs du label Hospital), Noisia (fondateurs du label Vision) et Goldie (fondateur de Metalheadz).

## Caractéristiques
Il existe  plusieurs façons de définir la drum and bass étant donné que ce genre est très éclectique, depuis les puissantes lignes de batterie du techstep sans vocaux jusqu'aux atmosphères détendues de la liquid funk. Le genre a été comparé au jazz, où l'auditeur pouvait y entendre des sons très différents mais venant pourtant du même genre musical, car comme la drum and bass, il s'agit plus d'une approche ou d'une tradition que d'un style. Les sonorités drum and bass sont extrêmement variées, une personne peu familière de ces styles risque de ne trouver que peu de ressemblances ou différences entre tous les sous-genres.
La drum and bass peut être définie comme un genre musical strictement électronique dont le tempo évolue entre 160 et 190 BPM, avec un rythme syncopé appelé 2-step et une basse omniprésente. Une performance drum and bass en live se présente souvent sous la forme d'un DJ enchaînant les morceaux, utilisant des effets et mixant avec plusieurs platines, éventuellement un ordinateur, et parfois un MC assurant les parties vocales et interagissant avec la foule. Certains groupes (comme Pendulum ou Netsky sur certains concerts) emploient des instruments acoustiques ou amplifiés, comme une batterie, des synthétiseurs. On peut distinguer un certain nombre de points communs définissant le son de la drum and bass.
Le nom « drum and bass » ne signifie pas que les morceaux sont uniquement composés de ces deux éléments. Néanmoins, ils sont les composants prédominants et les plus importants d'un morceau. En dépit de l'apparente simplicité des sonorités pour une oreille néophyte, un temps considérable est dépensé à la préparation des morceaux par les producteurs les plus talentueux.

### Lignes de basse
Le genre donne une grande importance à la ligne de basse : profonde, offensive et omniprésente, qui est autant ressentie physiquement qu'auditivement. Il y a aussi une expérimentation considérable portant sur les différents timbres qu'une ligne de basse peut adopter, particulièrement dans la techstep. La ligne de basse trouve son origine de nombreuses façons, mais la plupart du temps elle provient de sources samplées ou de synthétiseurs. Les lignes de basse produites avec une basse réelle, qu'elle soit électrique, acoustique ou contre basse, sont rares. Les lignes de basse samplées sont souvent prises depuis des enregistrements de contrebasse ou bien depuis des loops (boucle musicale) disponibles publiquement. Les lignes de basse synthétisées sont les plus courantes.
Les lignes de basses sont sujettes à des modules d'effets nombreux et variés, comme la compression dynamique, le flanger, le chorus, l'overdrive, l'egalisation, etc. Il y a aussi des techniques spécifiques comme la Reese Bass, très souvent samplée et retravaillée à partir de la basse de Just Another Chance de Kevin Saunderson. Il s'agit d'une basse composée d'au moins deux synthétiseurs très légèrement désaccordés, émettant souvent des ondes carrées ou en dents de scie, et produisant ainsi ce son bien reconnaissable. La Reese Bass, nasillarde et épaisse, est utilisée par des compositeurs comme Pendulum.

### Batterie
Le kick : un gros coup vers le bas (le son est allongé), qui a été sujet à un très grand nombre d'expérimentations au fil des années. De fait, cet échantillon de batterie servait à produire des lignes de basse puissantes. Cette technique est fortement appréciée dans un nightclub ou en rave, là où les caissons de basse couplés à de puissants amplificateurs peuvent pleinement reproduire le son spécifique de la Roland TR-808, dont les fréquences sont parfois tellement basses qu'il en devient inaudible (mais se ressentent physiquement[réf. nécessaire]). Cela a mené à la création de grands et puissants soundsystems sur lesquels les producteurs pouvaient faire entendre leurs morceaux dans un environnement de haute-fidélité, comme le Dillinja's Valve Sound System. Cela ne signifie cependant pas que la musique ne peut être appréciée sur un équipement personnel.
La syncope complexe des lignes de batterie, les breakbeats, est une autre facette de la production sur laquelle les compositeurs passent une très grande quantité de leur temps. Une phrase de batterie durant quelques secondes peut parfois prendre un jour ou plus à préparer, dépendant de l'investissement du compositeur.[réf. nécessaire] Pour la plupart des morceaux, le breakbeat est réalisé en recomposant un rythme à partir de samples séparés d'éléments acoustiques de batteries. Le sample le plus utilisé, surtout dans les premiers temps, est l'Amen Break, un break samplé à partir du morceau Amen Brother par les Winstons. Ce break est très énergique et était aussi très utilisé antérieurement dans la musique jungle. D'autres samples ont eu un impact signifiant, comme le Apache Break, le Funky Drummer et d'autres. Le Funky Drummer, issu du morceau de James Brown du même nom Funky Drummer, a peut-être remplacé le Amen dans les productions modernes mais le Amen est toujours reconnu comme un break très énergique.
Un autre break communément utilisé est le Tramen, un beat combiné qui est peut-être la fusion ultime du métissage musical dans la drum and bass car il rassemble le Amen, un breakbeat funky des Winstons et un breakbeat drum and bass d'Alex Reece. La ligne de batterie très rapide de ce genre musical forme une toile sur laquelle le compositeur crée des morceaux susceptibles de plaire à tous les goûts. Elle sert également de fond musical pour l'ensemble des pistes composant un morceau. De plus, sans un battement rapide et cassé, un morceau de drum and bass deviendrait une production qualifiable de gabber, techno ou encore la house.

### Tempo
Le tempo de la drum and bass se trouve généralement entre 160 et 180 BPM, mais il est convenu qu'actuellement la moyenne est de 175 BPM, en contraste avec d'autres formes breakbeat comme le nu skool breaks qui maintiennent un tempo plus lent aux alentours de 120 et 140 BPM. Une augmentation générale du tempo a été observée pendant l'évolution de la drum and bass. Les premières raves old school étaient autour de 125 et 135 BPM en 1989/1991, les formes naissantes de la jungle et du breakbeat hardcore (1992/1993) étaient plus rapides : 155 à 169 BPM des artistes comme REMARC! sont à 169,5 BPM. Depuis environ 1996, les tempos drum and bass ont, de manière prédominante, stagné entre 173 et 180. Récemment, quelques producteurs ont recommencé à composer des morceaux avec des tempos plus lents (i.e dans les 150 et 160), mais le tempo ~170 reste la marque de fabrique du drum and bass. Un morceau combinant les mêmes éléments qu'un morceau de drum and bass, mais avec un tempo plus lent (par exemple 140 BPM), serait considéré comme un morceau de breakbeat influencé par la drum and bass.
La vitesse de la drum and bass n'est de toute façon pas uniquement caractérisée par son beat cassé. La drum and bass a une ligne de basse qui sera typiquement jouée à la moitié de la vitesse de la partie batterie, réduisant sa vitesse à, par exemple, celle d'un morceau de hip-hop. Un auditeur ou un danseur pourra alors se concentrer sur cet élément plutôt que sur la batterie plus rapide. La vitesse de la musique est subjective. Un morceau agressif, composé d'un beat et d'un synthétiseur compliqué peut paraître plus rapide que celui fait de samples de contrebasse, de riffs de guitare et d'un beat plus simple, tout en sachant que le second morceau pourrait être plus rapide en termes de BPM. Les morceaux passant à la radio comme Shake Ur Body de Shy FX sont parfois plus rapides que les effrénés morceaux de techstep qui peuvent aisément éjecter le non initié du dancefloor. Il est intéressant de voir que plus le morceau est rapide en termes de BPM, moins la partie batterie sera compliquée. Cela s'explique par le fait que les éléments de batterie cessent d'être entendus séparément et forment un mur de son lorsque le tempo est trop rapide. Un morceau rapide de drum and bass aura donc généralement une ligne de batterie moins complexe qu'un plus lent. Les performances drum and bass en live sur des instruments électriques ou acoustiques nécessiteront souvent une baisse relative du BPM, ce qui n'est pas surprenant vu la complexité des mesures de batterie et le haut niveau de maîtrise requis du batteur.

### Contexte
La drum and bass est une forme de musique électronique généralement conçue pour être entendue en club. Toutes les fréquences y sont représentées et les sensations physiques procurées ne peuvent simplement pas être appréciées entièrement sur un équipement audio domestique. Comme semble l'indiquer son nom, la basse est particulièrement prononcée, plus profonde et plus lourde que dans d'autres styles de musique électronique. Par conséquent, les soirées drum and bass sont parfois indiquées comme contenant des sound systems particulièrement riches en fréquences basses.
Il y a cependant beaucoup d'albums spécialement conçus pour une écoute domestique. Le CD de mix fait par un DJ célèbre en live ou sur ordinateur est particulièrement populaire, comportant des morceaux adéquats à une écoute de salon. De plus, il existe aussi des albums contenant des morceaux non mixés, parfaits pour l'écoute à la maison ou en voiture, notamment ceux appartenant au genre de la liquid funk.

### Importance du DJ et du MC

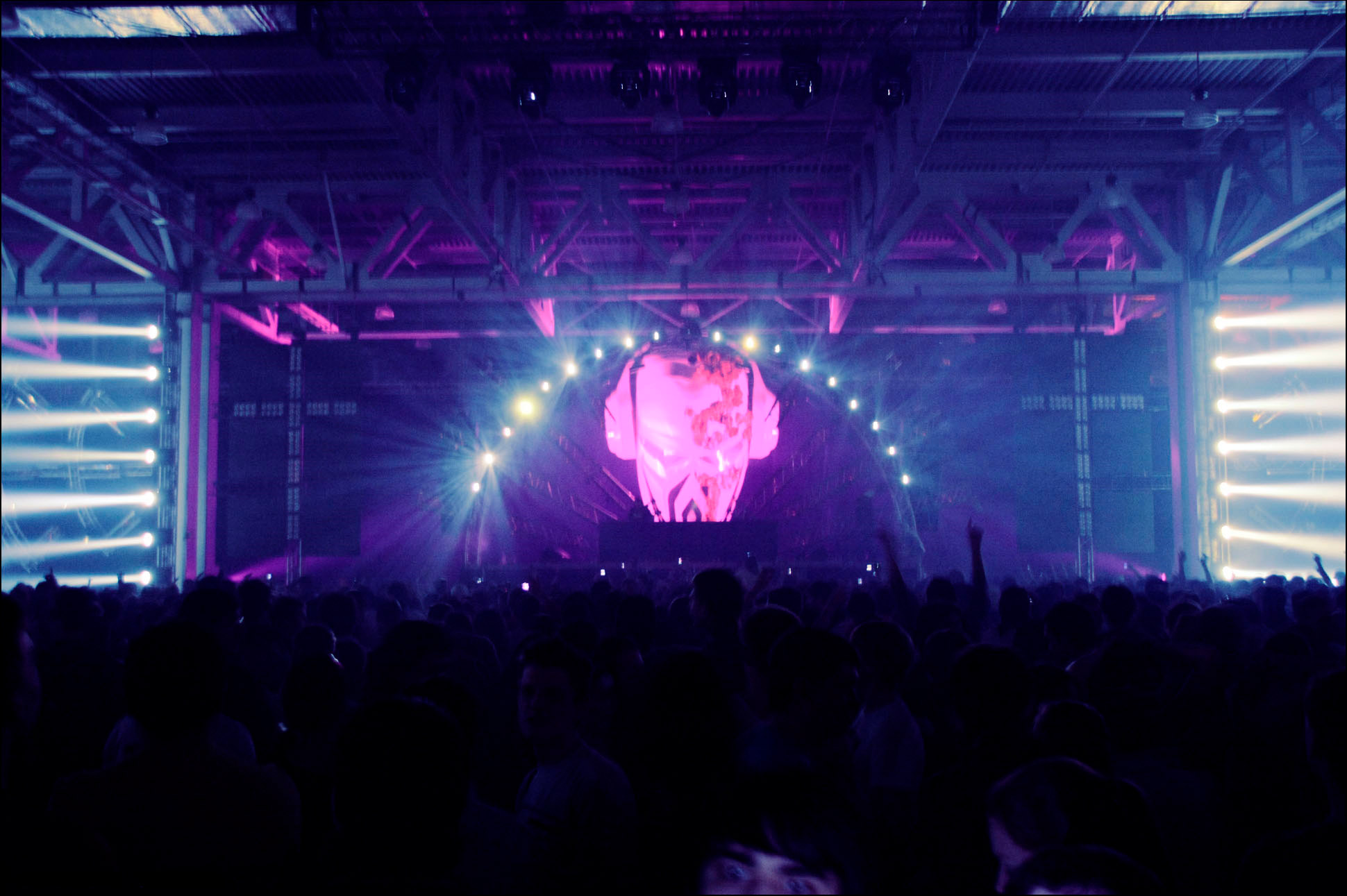
Aphrodite à Moscow action of the Pirate Station de 2009 : Immortal, le plus grand festival mondial de drum and bass.

La drum and bass est souvent entendue par le biais d'un DJ. En fait, la plupart des morceaux sont faits  pour le mix, en vue de leur structure qui comporte des intros et des outros longues  qui facilitent le beatmatching pour le DJ plutôt que d'être conçues pour une écoute entière. Le DJ, d'une manière générale, mixe les morceaux de façon à ne pas perdre le beat continuel. De plus, le DJ peut employer des techniques héritées du hip hop telles que le scratch, le double-drop et le rewind.
Beaucoup de mix commencent ou se terminent par un drop. Le drop est le moment où se produit un changement de rythme ou de bassline dans le morceau et il est habituellement suivi par une section reconnaissable par sa construction et un breakdown. Le drop est parfois utilisé pour passer à un autre morceau, superposant des éléments des différents morceaux. À ce moment-là, les deux disques peuvent simplement être dans une phase plus ambient, mais certains DJs préfèrent combiner les breakbeats, exercice plus difficile. Certains drops sont si populaires que le DJ fera un rewind ou un reload en tournant le disque pour le remettre au point de départ de la construction du drop. Le drop est souvent un élément clé du point de vue du dancefloor, puisque les drumbreaks s'effacent pour repartir d'une intro ambient. Quand les beats reviennent, ils sont souvent plus complexes et accompagnés par une bassline plus puissante, encourageant ainsi la foule à danser. Le nom d'un genre du drum and bass, le jump up, se réfère initialement à l'envie de ceux qui sont assis de danser à ce moment.

## Sous-genres
Des initiatives de moindre amplitude ont pris naissance au sein de la communauté drum and bass, celle-ci devenant progressivement de plus en plus scindée en sous-genres plus spécifiques. Parmi ceux-ci les plus communs incluent :  neurofunk(un dérivé du techstep), liquid funk (ou liquid drum and bass), jump-up,,, darkstep,, dancefloor DnB, deep DnB, drumfunk (choppage ou edits), electrostep, autonomic, hardstep,, intelligent drum and bass (atmospheric, ou ambient), jazzstep (ou jazz and bass),, sambass (ou Brazilian drum and bass), techstep,, trancestep (qui est aussi le nom d'un genre de dubstep), 
Ceux qui suivent sont plus ou moins des sous-genres à proprement parler, du moins c'est en ces termes que les décriraient leurs habitués :
- Breakcore[5] : assurément un genre différent, mais pas à proprement parler un sous-genre, de nombreuses différences.
- Darkcore[5] (à ne pas confondre avec le doomcore) : à la fois un précurseur et un descendant du drum and bass puisque les productions de musique darkcore sont proches des musiques  techstep  qui donnera naissance à quatre styles :  le breakcore, plus rapide, plus distordu et souvent politisé; le darkstep, version dure et violente du techstep; le neurofunk qui est une sorte de funk futuriste dure et enfin le techo-dnb initié par Proket et le label Offkey. Le darkcore est la musique des cyber punks.
- Drill and bass : un mélange entre breakcore et IDM. Les pionniers de ce style sont Aphex Twin et Squarepusher entre autres.
- Drumstep : le genre reprend le tempo rapide de la drum and bass avec la structure rythmique du dubstep. Les Wobble Bass dans les fréquences médium sont également très présentes ce qui en fait un genre aux sonorités très proches de celles du brostep.
- Raggacore : assurément un genre différent, mais pas à proprement parler un sous-genre, de nombreuses différences. C'est un sous genre de breakcore.
- Ragga jungle[5] : assurément un genre différent, mais pas à proprement parler un sous-genre - un son moderne d'inspiration jungle et qui ressemble fort aux premiers morceaux de celle-ci - les deux sont même difficiles à distinguer - peut-être à cause des références fréquentes aux sons de H.I.M. Haile Selassie ou de Rastafarian. Ce style est un renvoi direct aux productions drum and bass des années 1994-1995. Cependant, de très nombreuses productions contiennent désormais des éléments de reggae ou de dancehall, qui sont simplement moins dominants que précédemment.
- Roller : souvent considéré comme un sous-genre par une partie de la communauté, ce n'en est cependant pas un à proprement parler[12]. C'est un style de drum and bass se caractérisant par une atmosphère particulière, avec des lignes de basse stridentes et continues durant le drop et une boucle de percussions aux sonorités très sèches.

Comme toutes les tentatives de classer ou de définir les genres musicaux, celui réalisé ci-dessus n'est en aucun cas à prendre comme définitif. De nombreux producteurs publient des albums qui pourraient être placés dans plusieurs des catégories énoncées ci-dessus, et de très nombreux critères interviennent dans le classement des morceaux, ainsi que dans la simple définition d'un sous-genre. En particulier la liste des sous-genres potentiels n'est en aucun cas à considérer comme définitive.
L'intelligent drum and bass ou intelligent jungle est un style plus doux, influencé par l'ambient, le chill-out, le jazz et la musique soul. Il est initié par des artistes tels que Omni Trio, Peshay, Seba, Blu Mar Ten, Deep Blue, Photek, LTJ Bukem et son label Good Looking Records, et le label Moving Shadow.